# Pinang Jaya (Pelangiran)
Pinang Jaya is een bestuurslaag in het regentschap Indragiri Hilir van de provincie Riau, Indonesië. Pinang Jaya telt 493 inwoners (volkstelling 2010).